# Лякятагский мост
Лякятагский мост (азерб. Ləkətağ körpüsü) — исторический архитектурный памятник, мост, построенный во времена Сефевидов над рекой Алинджа в селе Лякятаг Джульфинского района Азербайджана.
Постановлением № 98 Кабинета министров Нахичеванской Автономной Республики 21 ноября 2007 года был внесён в список архитектурных памятников республиканского значения.

## История
Лякятагский мост был построен в XVI—XVII веках, во времена Сефевидов. Этот однопролётный мост является образцом Нахичеванской архитектурной школы и был возведён с целью соединения других сёл Джульфинского района на левом берегу реки Алинджа с селом Лякятаг. Этот мост, расположенный между деревнями Арафса и Лякятаг, иногда называют также «Арафсинский мост» или «Джульфинский мост».
Мост, имеющий арочную форму, построен из речных и горных камней разного размера. Его арка выложена из тёсаных белых камней по краям, а в середине — из различных речных камней. В качестве укрепляющего материала использована ганч — смесь крупного песка и извести. В нижней части ширина моста составляет 7 метров. Его высота — 5 метров до каменного фундамента и 6,5 метра до уровня реки. Ширина моста — 2,7 метра.
Постановлением № 98 Кабинета министров Нахичеванской Автономной Республики 21 ноября 2007 года был внесён в список архитектурных памятников республиканского значения.
В 2019 году мост, находившийся под угрозой разрушения, был отреставрирован. Были укреплены стены с правой и левой сторон моста, усилены его опоры. Чтобы обеспечить свободное прохождение воды по руслу реки, с левой стороны моста дополнительно были построены три небольшие водопропускные арки.